# Guyanaschifforn
Guyanaschifforn (Schiffornis olivacea) är en fågel i familjen tityror inom ordningen tättingar.

## Utbredning och systematik
Fågeln förekommer i tropiska sydöstra Venezuela (Bolívar) och närliggande Guyana. Tidigare behandlades den som en underart till S. turdina. 

## Status och hot
Arten har ett stort utbredningsområde, men tros minska i antal, dock inte tillräckligt kraftigt för att den ska betraktas som hotad. Internationella naturvårdsunionen IUCN listar arten som livskraftig (LC).